# Мортук восточный
Мортук восточный (лат. Eremopyrum orientale) — вид травянистых растений рода Мортук (Eremopyrum) семейства Злаки (Poaceae).

## Ботаническое описание

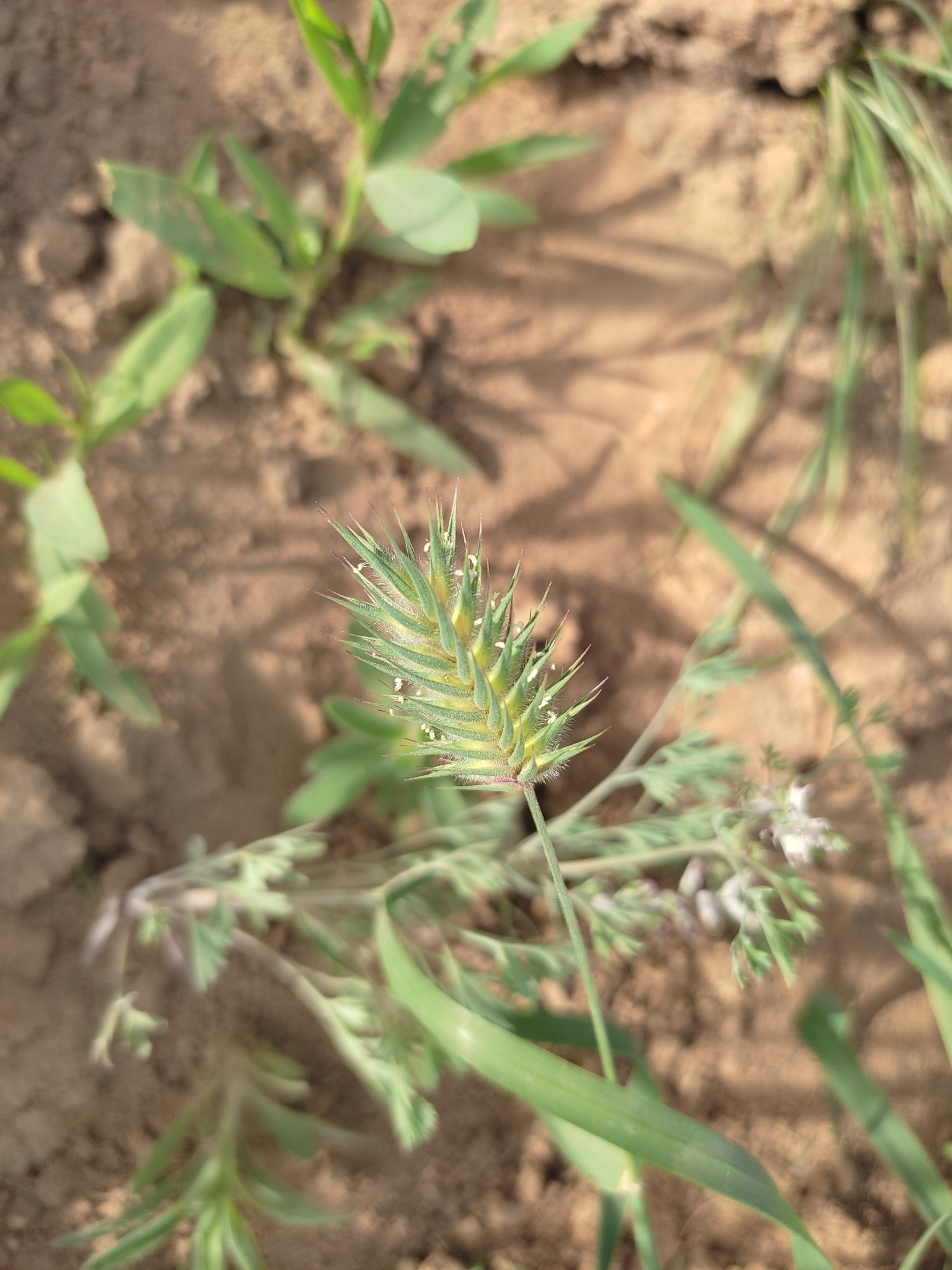
Соцветие

Однолетние травянистые растения с тонкими мочковатыми корнями и значительным числом при основании коленчато-изогнутых, приподнимающихся и затем прямостоячих стеблей 10—25 см высотой и ½—1¼ мм толщиной, в верхней части покрытых коротким легким пушком. Листья зелёные, плоские, нижние узколинейные 1—3 мм шириной, верхние более широкие и короткие, ланцетовидные, длинно-заострённые, до 5 мм шириной, покрытые, преимущественно на верхней стороне редкими, короткими и тонкими, перпендикулярно отстоящими волосками; влагалища их за исключением самых нижних, гладкие, у самых верхних листьев, в своей верхней половине, сильно (до 2—3 мм шириной) вздутые. Язычок очень короткий, тупой и по краю зазубренный.
Колос продолговато-овальный или продолговато-яйцевидный, 15—30 мм длиной и 7—18 мм шириной, мохнато-волосистый. Колоски 8—12 мм длиной, 3—5-цветковые, колосковые чешуйки между собой не сросшиеся, кожистые, почти такой же длины, как и весь колосок и наружная прицветная чешуйка нижнего цветка, 8—12 мм длиной, узко-ланцетовидные и длинно-заострённые в тонкое, голое, лишь остро-шероховатое от мелких и тонких шипиков, окончание с 3 выдающимися толстыми жилками, которое равно или лишь немного короче нижней широкой части чешуйки, мохнатой от длинных (около 1 мм длиной) отстоящих волосков. Наружная прицветная чешуйка такой же длины, но в нижней части значительно шире чем колосковые, также с выдающимися толстоватыми жилками, в верхней части шероховатая и в нижней мохнатая. Внутренняя прицветная чешуйка тонкая и плёнчатая, короче наружной, на верхушке 2-зубчатая, с 2 короткошиповидно-реснитчатыми килями. 2n=28.

## Распространение и экология
Северная Африка и Евразия. Встречается на каменистых и глинистых склонах, песках, в степях и полупустынях, у дорог.

## Синонимы
- Agropyron longiglume Hack. ex Stapf
- Agropyron orientale (L.) Roem. & Schult.
- Costia orientalis (L.) Willk.
- Secale barbatum Moench
- Secale hirtum Poir.
- Secale orientale L.basionym
- Triticum orientale (L.) M.Bieb.

и другие.